# Why Not Girls
Why Not Girls a fost o trupă românească de muzică pop și dance, compusă doar din fete, formată în anul 1997.

## Componență
- Carmen Zărnescu (n. 7 ianuarie 1981, Brașov)
- Munteanu Antoanela (n. 10 august 1980, Brașov)
- Mocănescu Daniela (n. 21 iulie 1981, Brașov)

## Biografie

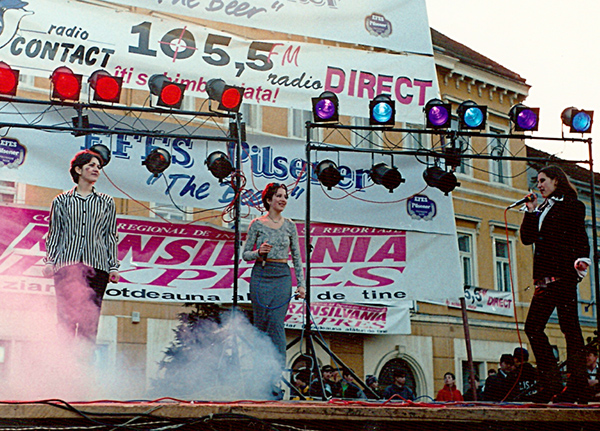
Why Not Girls in Concert

Cele trei fete sunt: Camy (Carmen Zărnescu), Tony (Antoanela Munteanu) și Dany (Daniela Mocănescu) toate din Brașov. Întâmplarea face ca ele să se întâlnească la Clubul Elevilor, unde profesoara lor de canto, d-na Pancea, le-a sugerat să cânte împreună. Și pentru că pe atunci, în 1997, existau doar formații de băieți, fetele și-au pus întrebarea: 'De ce nu fete?' adică 'Why Not Girls'.
Au debutat în toamna anului 1997 la Brașov într-un spectacol organizat de Radio Contact, 'Turneul Cartierelor'. Locul 2 la concursul de muzică ușoara pe județ, le fac să urce următoarea treaptă, concurs susținut la Săcele (jud.Brașov). Următorul pas l-au făcut la Botoșani, unde au luat locul 3, la concursul 'Steaua de Cristal'. Apoi au urmat mai multe concerte în Slatina, Pitești, Făgăraș, Predeal și Sf.Gheorghe.
În mai 1999, au ajuns în București, în studiourile UMP (United Music Production), unde pregătesc maxisingle-ul de promovare și primul lor videoclip 'Robot People'. La scurt timp semnează un contract pe 3 ani cu Transglobal-EMI și scot albumul 'Why Not' în 21 iulie 1999 (când este și ziua lui Dani).
În decembrie '99, Camy părăsește formația iar în locul ei vine Ely (Elena Ciobanu) și scot prima piesă în noua formulă: 'Nu mai e timp', o piesă de crăciun în stil euro-house. Fără Camy, formația devine un flop, și se desființează în pragul anului 2000.

## Singles
1. Suspin 4:12 (1998)
2. Nu știu de ce 3:39 (1998)
3. Nashpa 4:18 (1999)
4. Fără tine 3:23 (1999)
5. Robot people 3:32 (1999)
6. O viață 3:12 (1999)
7. Nu mai e timp 3:05 (1999)